# Валь-Гардена
46°33′36″ пн. ш. 11°42′17″ сх. д. / 46.56° пн. ш. 11.704722° сх. д.
Валь-Гардена (італ. Val Gardena, нім. Grödental, ладин. Gherdëina) — долина, розташована у Доломітових Альпах, в Італії. Знаменитий гірськолижний курорт. Зона катання Валь-Гардена складається з трьох курортів: Ортізеї, розташованого на висоті 1 236 м; Санта-Крістіна — на висоті 1 428 м і Сельва Гардена — на висоті 1 536 м. Всі разом вони утворюють найбільший курорт в масиві Селла Ронда з загальною довжиною трас 175 км. В Санта-Крістині щорічно в грудні проходить етап Кубка світу зі швидкісного спуску серед чоловіків.
Валь-Гардена — австрійські землі, що ввійшли до складу Італії після Першої світової війни. Тому тут поєднуються австрійський колорит і італійський темперамент. Назви вулиць, містечок досі пишуться на двох або трьох мовах, а корінні жителі говорять ладинською мовою.

## Зони проживання на курорті Валь-Гардена
- Ортізеї (італ. Ortisei)

Курорт Ортізеї знаходиться на висоті 1200 метрів над рівнем моря. Населення — 4508 осіб. Курорт вважається відмінним місцем для сімейного відпочинку і початківців лижників.
- Санта-Крістіна (італ. Santa Cristina)

Санта-Крістіна — найменше селище регіону. Населення становить 1741 особа. Звідси легко дістатися до трас вершини К-Рейзер (2100 метрів) і Чіампіной (2250 метрів).
- Сельва-ді-Валь-Гардена (італ. Selva)

Населення селища Сельва-ді-Валь-Гардена становить 2589 осіб. Селище знаходиться на висоті 1500 метрів. Найпопулярніше місце у туристів та гірськолижників, довжина трас становить понад 170 кілометрів.

## Галерея зображень

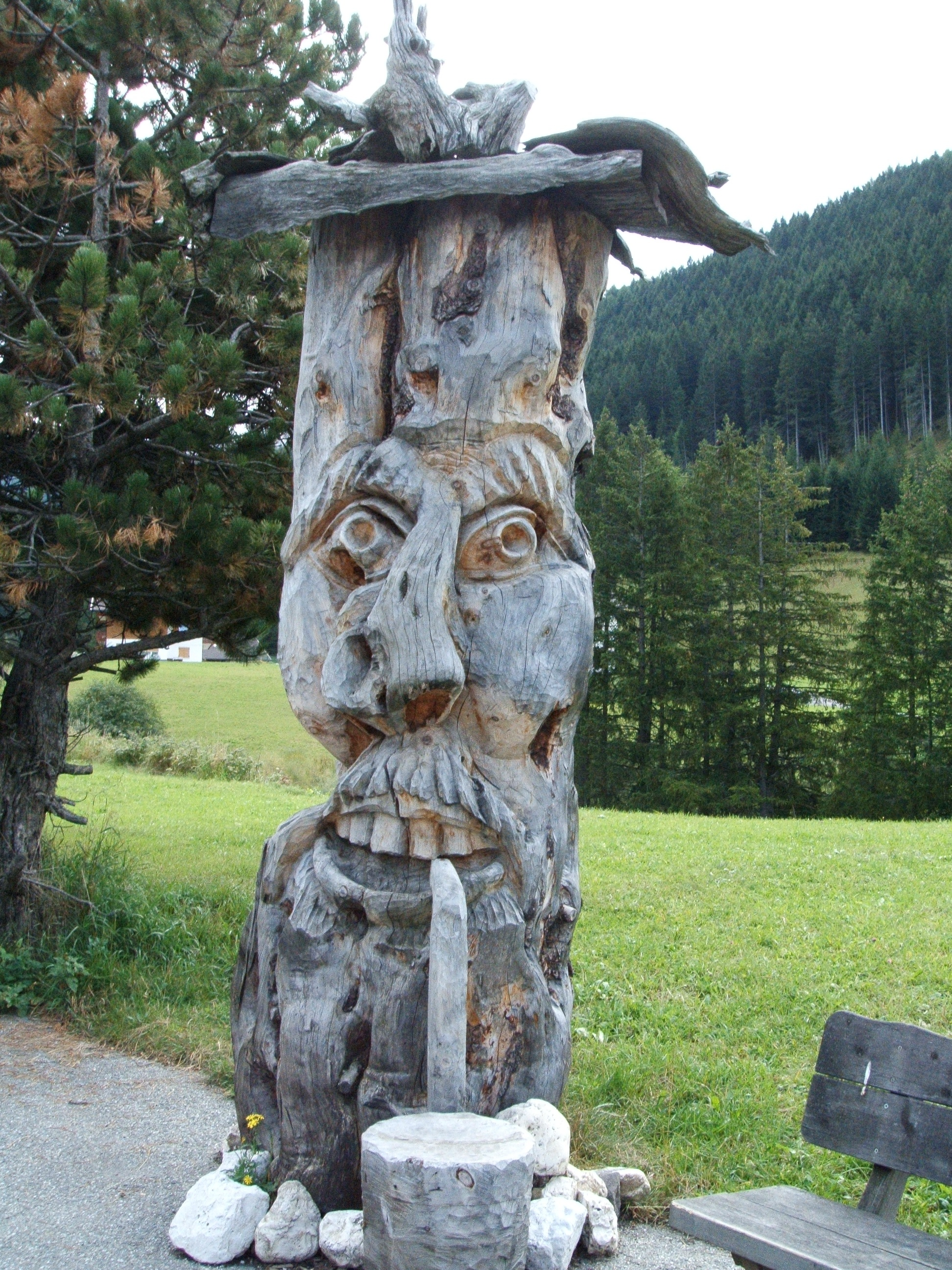
Фігурка в долині Валь-Гардена
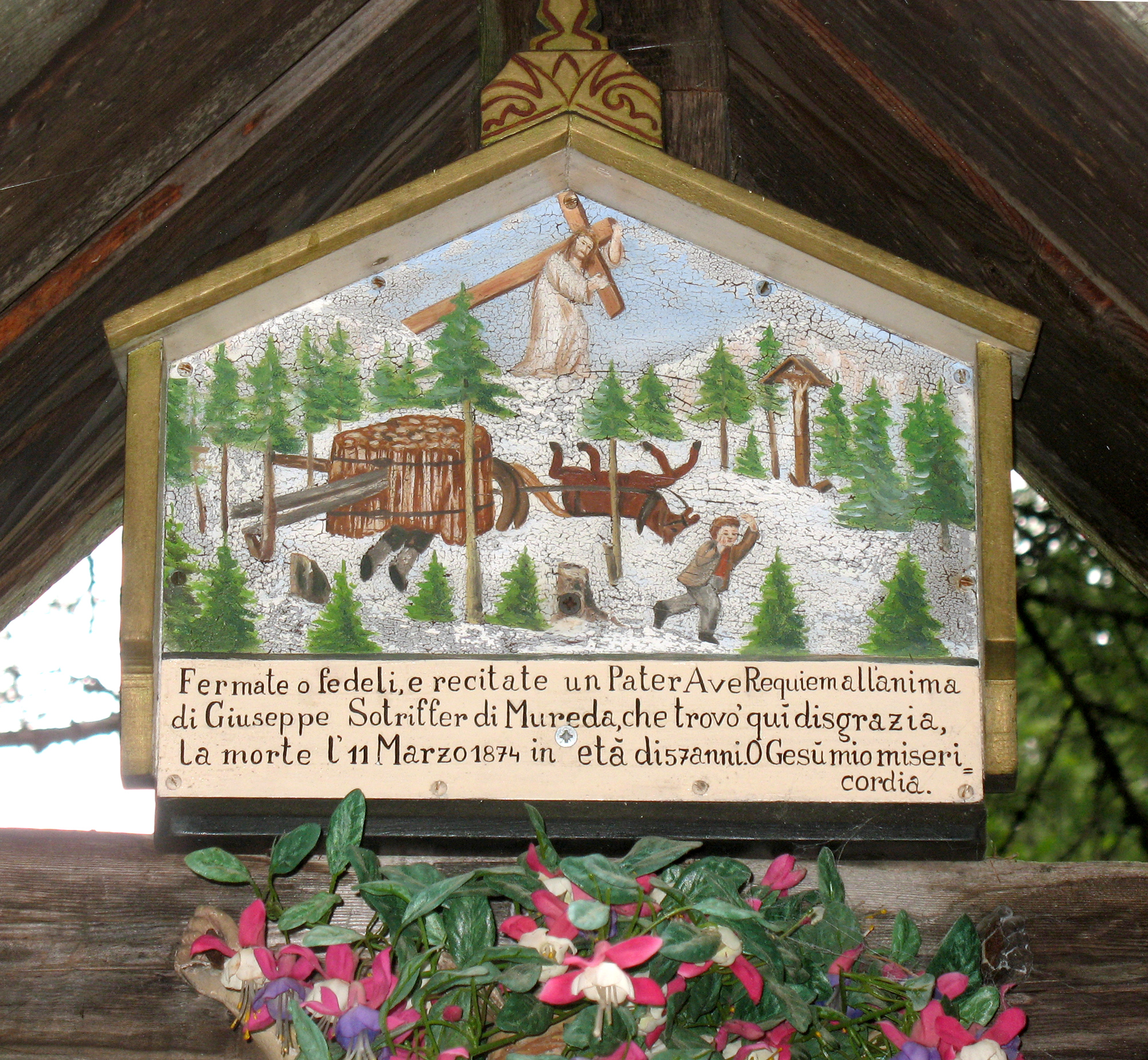
Ілюстрація нещасного випадку з лісорубом у Валь-Гардені
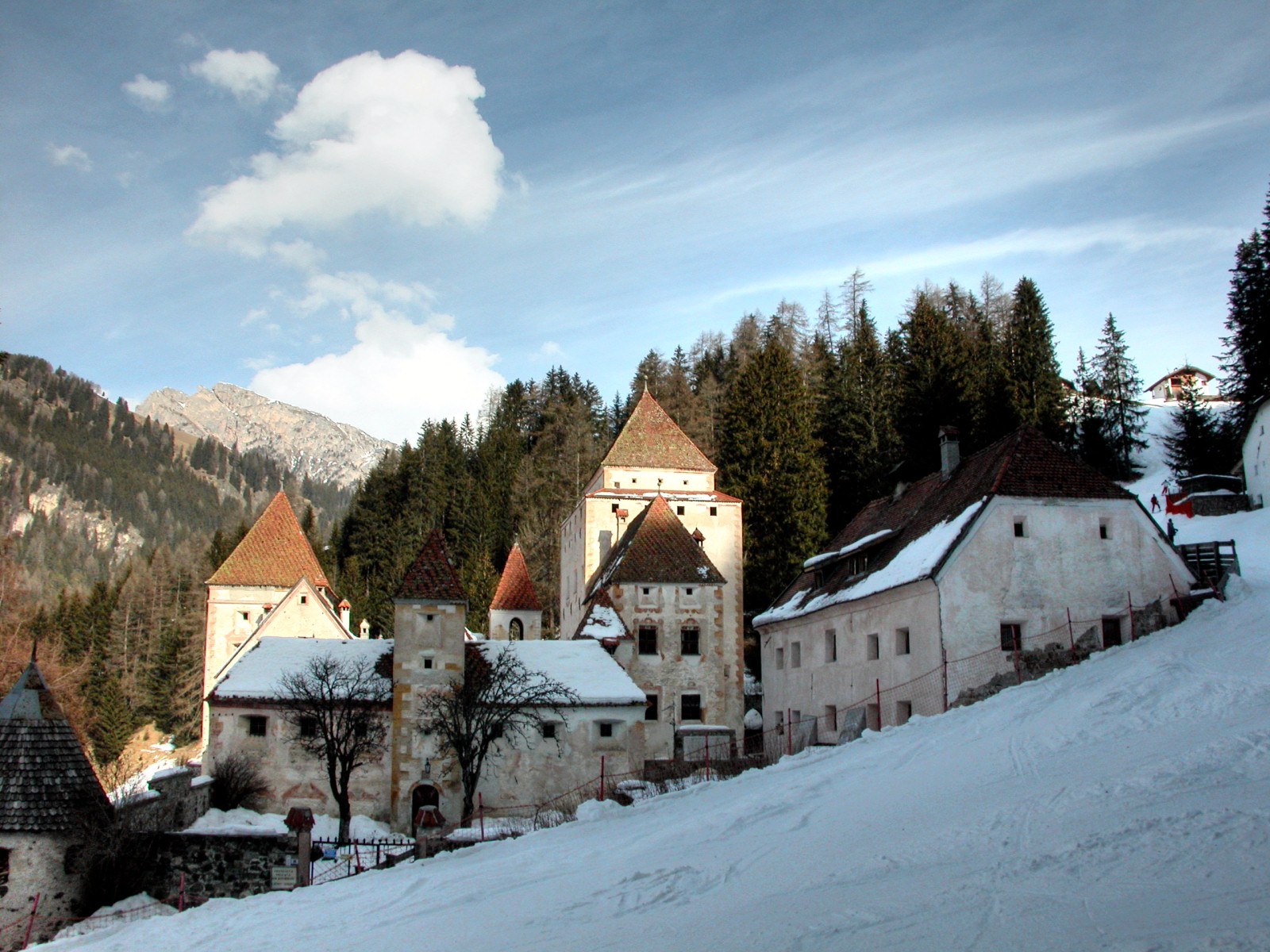
Замок Фішбург в Санта-Крістині
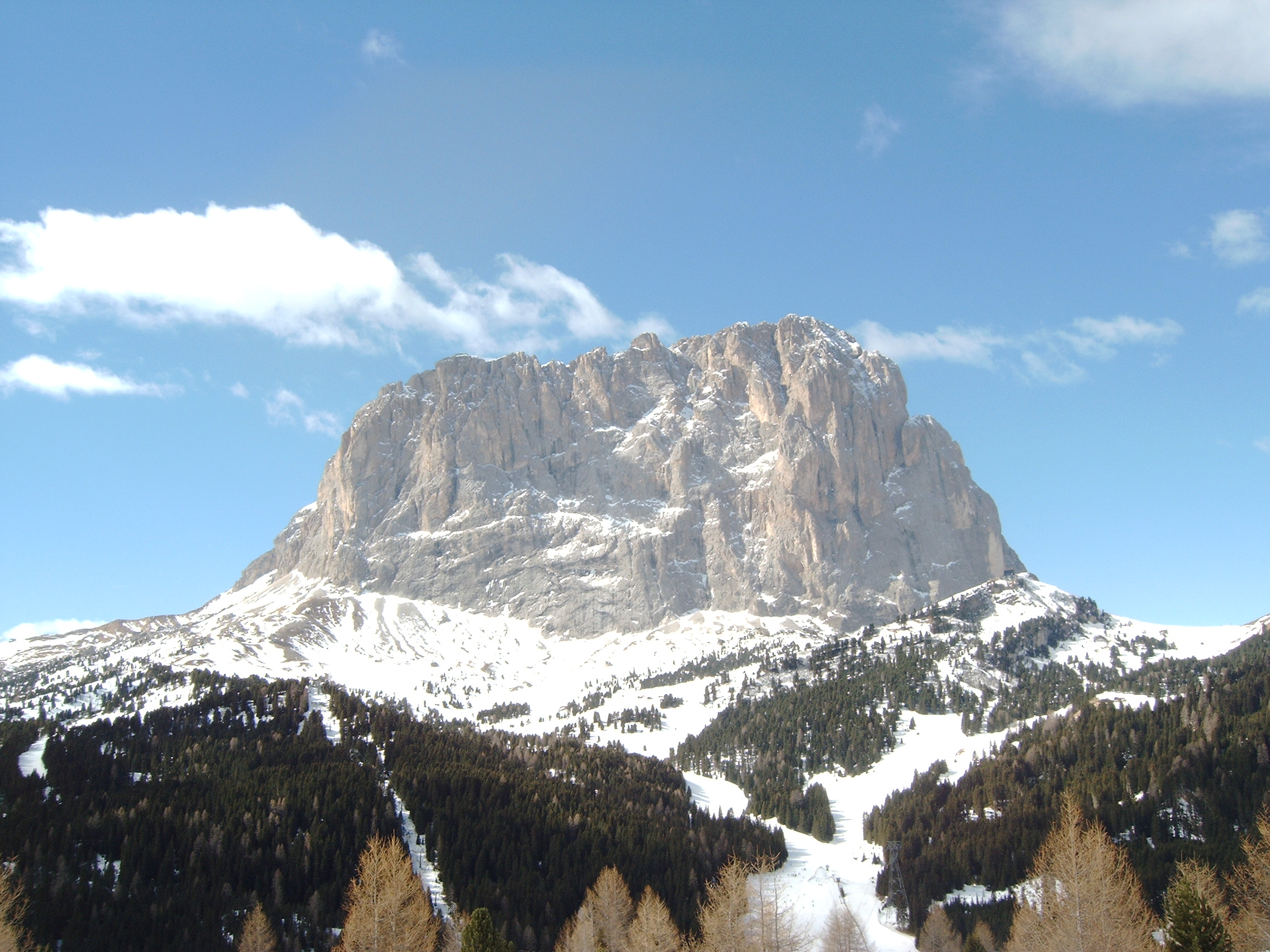
Сасслонг (Сассолунго). Висота 3181 метр.
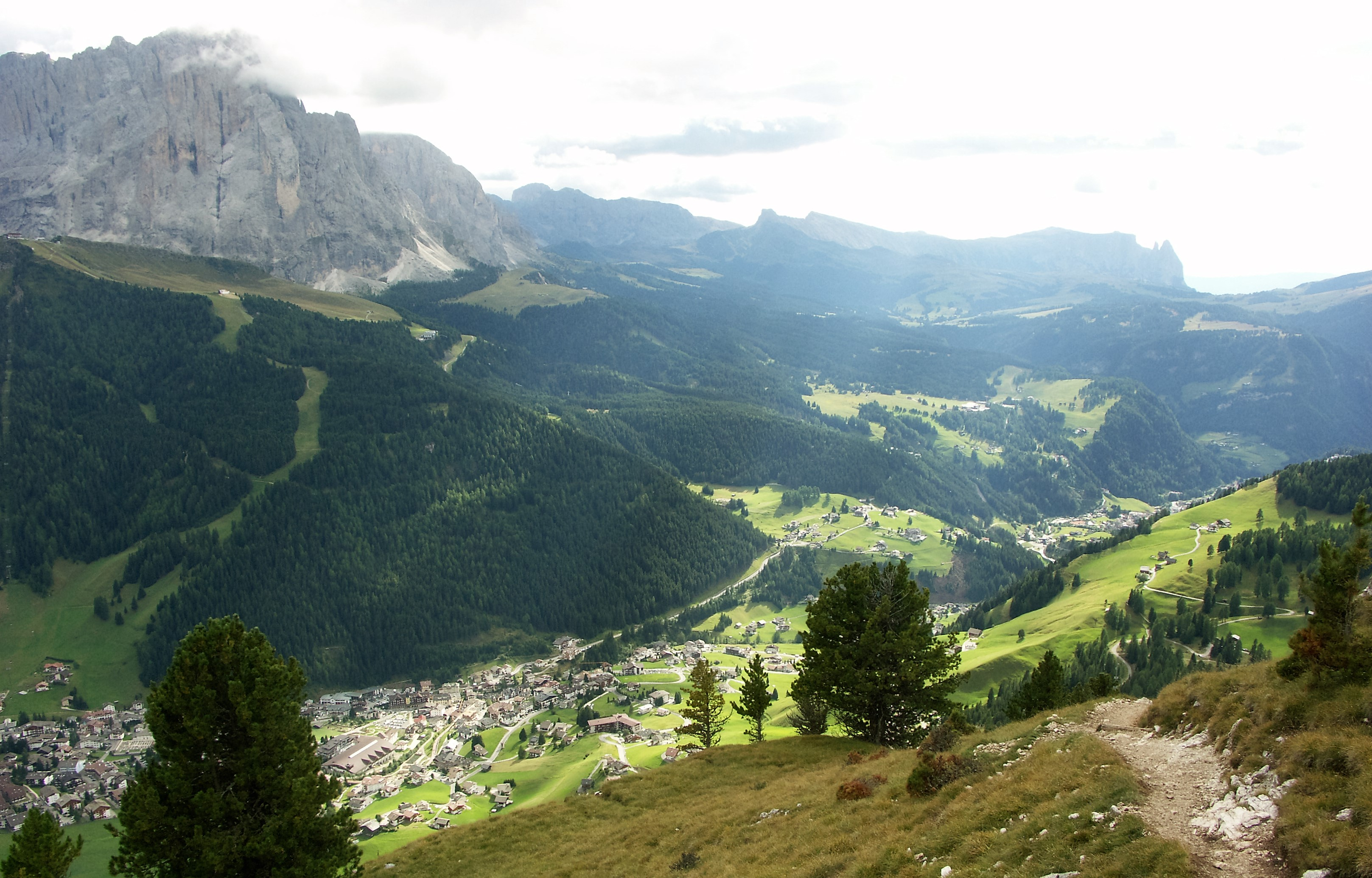
Сельва